# Celosia polystachia
Celosia polystachia là loài thực vật có hoa thuộc họ Dền. Loài này được (Forssk.) C.C.Towns. mô tả khoa học đầu tiên năm 1975.